# 요다
요다(Yoda)는 《스타 워즈 시리즈》에 등장하는 가공의 인물이다. 요다는 제다이 중 한 명으로 여러 명의 제다이를 제자로 두었다.

## 출연

### 장편 영화

#### 클래식 3부작
오리지널 클래식 3부작에서는 에피소드 5,6에 등장하며 습지가 가득한 대고바 행성에서 은둔 생활을 하였다. 에피소드 5에서 그는 루크를 제다이가 되도록 훈련을 시킨다. 에피소드 6에서는 루크에게 루크의 가족에 관한 비밀을 털어놓는다. 결국 수명이 다하여 900살의 나이로 죽는다.

#### 프리퀄 3부작
제다이 기사단의 지도자로 에피소드 1에선 콰이곤이 아나킨을 제다이로 만들겠다고 하자 아나킨이 두려워하는 감정을 지니고 있다고 하여 반대를 하였다. 에피소드 2에서는 지오노시스로 군대를 이끌고 와서 제다이들을 구하고, 오비완과 아나킨이 두쿠 백작에게 패하자 요다가 와서 그를 패배시켜 도망가게 한다.(요다는 그의 옛 스승이었다.) 에피소드 3에서는 오더 66으로 제다이들이 죽어나가자 팰퍼틴을 처단하려 의회에서 그와 마지막 결투를 벌인다. 하지만 요다는 늙었고 수많은 제다이의 죽음이 포스의 라이트 사이드(Light Side)를 약화시켰으며 그의 검술은 의회처럼 좁은 공간에서는 불리하여 팰퍼틴이 좀 더 유리했고 결국 그를 저지하는 데에 실패한다. 그리고 베일 오르가나가 스피더를 타고 와 요다를 데리고 바로 은둔한다.

#### 시퀄 3부작

##### 스타 워즈: 깨어난 포스 (2015)
《제다이의 귀환》의 32년 후인 《깨어난 포스》에서는 아나킨 스카이워커의 라이트세이버를 발견한 어린 부랑자 레이가 요다의 목소리를 듣게 된다.

##### 스타워즈: 라스트 제다이 (2017)
제다이 고서들을 태우는것에 망설이는 루크에게 나타나 교훈을하며 벼락을 내리쳐 직접 제다이 고서들을 태워준다.

## 기타
- 동요 Old macdonald had a farm을 패러디한 노래의 주인공이기도 했다. 가사는 "안물어봤다 요다야 이야이야오"이다.

## 같이 보기
- 요다 조건